# Monalisa Mouketey
Monalisa Mouketey, de son nom complet Monalisa Jelly Lynette Mouketey, née le 12 février 1996, est une reine de beauté, mannequin et management assistant camerounaise, lauréate du concours Miss Univers Cameroun 2022. Elle représente le Cameroun aux concours Miss Univers 2022.  

## Biographie

### Jeunesse et études
Originaire de la région du Littoral du Cameroun, Monalisa Mouketey naît le 12 février 1996 et grandit dans la région du Sud-Ouest du pays. Elle étudie à l'Institut Victor Hugo et au collège de la Retraite à Yaoundé. Elle poursuit ses études à l'université de Buéa, où elle obtient un B.Sc. en science politique et administration publique,.

### Carrière
Le 17 novembre 2021, elle est couronnée Miss University Africa Central 2021 qui s’est tenu au Nigeria puis le 30 août 2022, elle est élue Miss Sud-Ouest 2023. Le 12 novembre 2022, elle représente la région du Sud-Ouest au concours Miss Cameroun 2023 et rivalise avec 18 autres candidates au Palais polyvalent des sports de Yaoundé. Elle est élue dauphine aux côtés de Ndoun Issié Marie Princesse, élue Miss Cameroun 2023. Le 17 novembre 2022, elle est couronnée Miss Commonwealth Charity Africa 2022. Elle représente le Cameroun au concours Miss Univers 2022.

## Engagements
Monalisa Mouketey est passionnée par l'aide aux enfants plus précisément orphelins, étant elle-même orpheline du côté paternel. En 2021, elle fonde la Miss Monalisa Charity Foundation, une ONG qui contribue à changer la vie des enfants et des jeunes défavorisés et organise Day of Hope, un programme qui aide les enfants des écoles primaires à avoir accès aux fournitures scolaires.  
Elle travaille également avec les enfants victimes de la crise anglophone dans la région du Sud-Ouest. Elle plaide en faveur de l'autonomisation des jeunes en faisant une présentation aux responsables administratifs, les encourageant à faire don de matériel scolaire et d'ateliers de formation aux écoles primaires. 